# Cisleithanien

Kleines Wappen der österreichischen Länder ab 1915: der Bindenschild auf die Brust des österreichischen Doppeladlers gelegt, von der Rudolfskrone überschwebt, in den Fängen Reichsapfel, Reichsschwert und Szepter (Reichskleinodien)

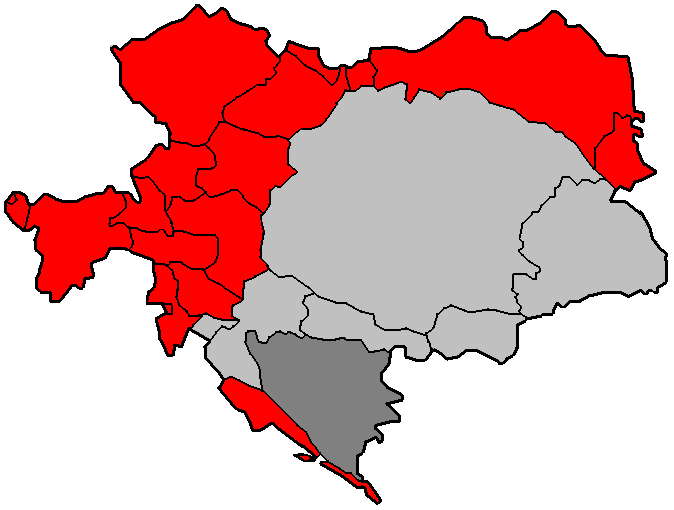
Cisleithanien (rot) innerhalb Österreich-Ungarns

Karte der Leitha mit der Abgrenzung von Cis- und Transleithanien (farbig) sowie den heutigen Grenzen (schwarz)

Cisleithanien (lateinisch; auch Zisleithanien, Land diesseits der Leitha) war nach Errichtung der Doppelmonarchie im Jahre 1867 eine vor allem im Beamtentum und bei Juristen gebräuchliche inoffizielle Bezeichnung für den nördlichen und westlichen Teil Österreich-Ungarns. Diesen nannten die Deutschsprachigen der Monarchie sonst einfach Österreich; die slawischen Kronländer wollten sich indessen nicht unter diesem Begriff subsumieren lassen.
Bis 1915 lautete die offizielle inländische Bezeichnung für diesen Reichsteil, der nun wie der andere Reichsteil autonomer Staat war, die im Reichsrate vertretenen Königreiche und Länder, danach bis zum Zerfall der Doppelmonarchie 1918 österreichische Länder. Das östliche Gegenstück zu Cisleithanien wurde Transleithanien genannt.

## Namensgebung, Gebietsumfang
Die Bezeichnung Die im Reichsrat vertretenen Königreiche und Länder bezieht sich auf das gemeinsame Parlament dieser Länder, den Reichsrat in Wien, aus dem die Länder der Ungarischen Krone 1867 ausgeschieden waren.
Die Bezeichnung Cisleithanien, begrifflich von der Sicht der Hauptstadt Wien auf Ungarn ausgehend, leitet sich vom Fluss Leitha ab, der streckenweise die Grenze zwischen Niederösterreich und Ungarn bildete und meist überquert wurde, wenn man südlich der Donau von Wien nach Budapest fuhr, ganz in der Tradition der Enns als althergebrachter innerösterreichischer Grenze zwischen dem obderennsischen und dem unterderennsischen Österreich. Die Bezeichnung (1867 in Reden im Reichsrat mit die Länder diesseits der Leitha antizipiert) entbehrte allerdings der geografischen Genauigkeit, lagen doch große Gebiete Cisleithaniens weder dies- noch jenseits der Leitha, sondern im Norden und Nordosten (Länder der Böhmischen Krone: Böhmen, Mähren und Österreichisch-Schlesien; dann Galizien und die Bukowina) und im Süden des Staates (Österreichisches Küstenland, Krain, Dalmatien).
Analog zu Cisleithanien wurde das Königreich Ungarn mit dem zu den Ländern der ungarischen Stephanskrone gehörigen halbautonomen Königreich Kroatien-Slawonien inoffiziell Transleithanien genannt. Bosnien-Herzegowina, 1878 von Österreich-Ungarn besetzt und 1908 in den Reichsverband eingegliedert, gehörte als Kondominium beider Reichsteile weder zu Cis- noch zu Transleithanien.
Im Königlich Preußischen Staats-Anzeiger und dem Nachfolger Deutscher Reichsanzeiger ist der Begriff ab 1867 zu finden.
Der Name Österreich wurde für Cisleithanien offiziell nach 1867 zumeist lediglich im Begriff Österreich-Ungarn verwendet, nur inoffiziell auch allein. Jedoch wurde mit dem Staatsgrundgesetz von 1867, einem Teil der Dezemberverfassung, für die im Reichsrat vertretenen Königreiche und Länder explizit die „österreichische“ Staatsbürgerschaft festgelegt:

„Für alle Angehörigen der im Reichsrathe vertretenen Königreiche und Länder besteht ein allgemeines österreichisches Staatsbürgerrecht.“

Diese Aussage sollte die Zusammengehörigkeit Cisleithaniens als ein Staat betonen. Erst von 1915 an wurde „Österreich“ generell die offizielle Bezeichnung Cisleithaniens; eine Entscheidung des Kaisers und der k.k. Regierung im Ersten Weltkrieg, gegen die nicht nur die Tschechen heftigen Widerstand geleistet hätten, wäre sie im Reichsrat diskutiert worden. Ebenso wäre in Frage gestellt worden, dass für alle Kronländer nur noch die Farben Rot-Weiß-Rot des Bindenschilds, ursprünglich die Farben des Herzogtums Österreich, im Wappen standen. 1915 wurde auch eine neue gemeinsame Wappendarstellung für Österreich-Ungarn entworfen: Der Doppeladler, bisher auch kleines Wappen der Gesamtmonarchie, war nun ausschließlich für Österreich im Einsatz. Die praktische Wirksamkeit der 1915 beschlossenen Änderungen blieb wegen des Krieges gering und wurde 1918 hinfällig.

## Regierung und Behörden
Cisleithanien besaß 1867–1918 wie Transleithanien eine eigene, vom Kaiser ernannte Regierung, damals meist Ministerium (es folgte bei Bedarf der Name des Regierungschefs) genannt; damit war nicht das einzelne Ressort, sondern die Regierung als Ganzes gemeint (siehe auch Gesamtministerium). Sie war gemäß der Dezemberverfassung 1867, der verfassungsmäßigen Grundlage Cisleithaniens, für alle Angelegenheiten zuständig (1917 wurde unter Kaiser Karl I. das k.k. Ministerium für soziale Fürsorge geschaffen).
Ausgenommen waren das gemeinsame Heer (nicht aber die k.k. Landwehr), die k.u.k. Kriegsmarine und die Außenpolitik; diese Agenden waren vom Ministerrat für gemeinsame Angelegenheiten wahrzunehmen, in dem neben dem k.u.k. Minister des kaiserlichen und königlichen Hauses und des Äußern als Vorsitzendem, dem k.u.k. Kriegsminister (bis 1911 Reichskriegsminister) und dem gemeinsamen Finanzminister (bis 1903 Reichsfinanzminister) der k.k. Ministerpräsident ebenso wie sein ungarisches Pendant Sitz und Stimme hatte.
An den Kosten der gemeinsamen Angelegenheiten war Cisleithanien mit anfangs 70 %, zuletzt ca. 64 % beteiligt.
Die Behörden Cisleithaniens wurden offiziell, wie vorher alle Behörden des bis 1867 einheitlichen Staates Kaisertum Österreich, als kaiserlich-königlich (k.k.) bezeichnet; „k.k.“ stand für den Kaiser von Österreich (die Rudolfskrone) und nach 1867 für den König von Böhmen (die Wenzelskrone), die beiden höchstrangigen Herrschertitel der Habsburger in den einzelnen Kronländern Cisleithaniens. (Bis 1867 sollte das zweite k für die ungarische Krone stehen.) Die wenigen gemeinsamen Einrichtungen der Doppelmonarchie für Cis- und Transleithanien firmierten nun als k.u.k., das gemeinsame Heer erst ab 1889. Die Abkürzung k.k. in historischen Texten nach 1867 ist daher zumeist ein Hinweis darauf, dass die so bezeichnete Einrichtung die ungarische Reichshälfte nicht betraf.
Dem Kaiser direkt unterstand der Oberste Rechnungshof; sein Präsident hatte Ministerrang. (Es bestand außerdem ein gemeinsamer Rechnungshof für die gemeinsamen Angelegenheiten.)

## Parlament

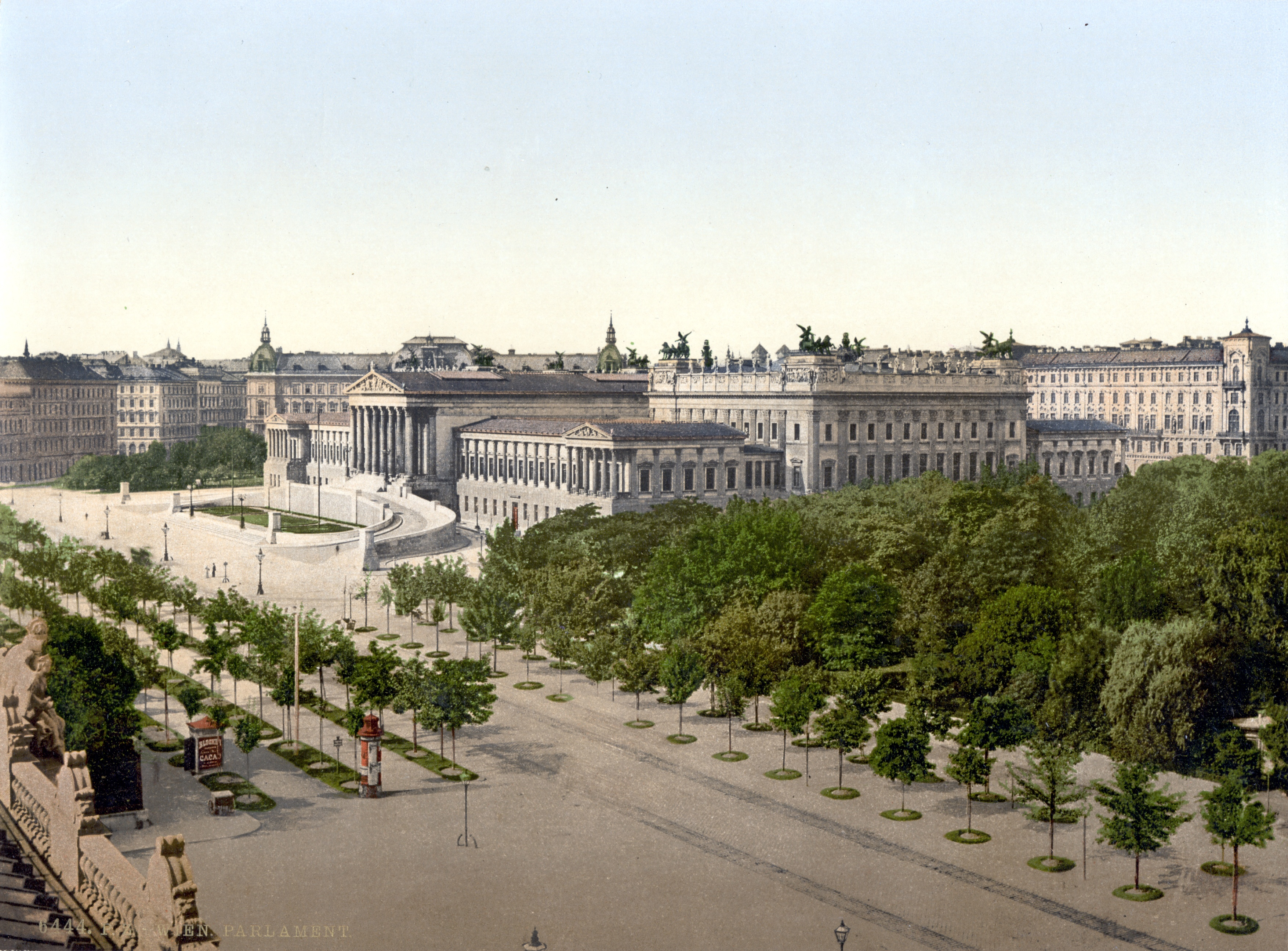
Das k.k. Reichsratsgebäude (heute Parlament) an der Wiener Ringstraße vor 1900, aufgenommen vom Burgtheater aus; rechts der Rathauspark; der hier noch nicht ersichtliche Pallas-Athene-Brunnen wurde 1898 bis 1902 errichtet

Dem Kaiser und der k.k. Regierung stand der Reichsrat, ein Zweikammernparlament mit nicht gewähltem Herrenhaus und gewähltem Abgeordnetenhaus, gegenüber. Zunächst bestand das Abgeordnetenhaus aus 203 von den Landtagen entsandten Mitgliedern; ab 1873 wurden die Abgeordneten von den wahlberechtigten Bürgern direkt gewählt. Das Wahlrecht zum Abgeordnetenhaus wurde von den 1870er Jahren an in mehreren Schritten erweitert, bis 1907 zum ersten Mal alle erwachsenen Männer Cisleithaniens mit gleichem Stimmgewicht wählen durften. (Das Frauenwahlrecht wurde erst in der Republik 1919 eingeführt.)
Die Regierung war zwar dem Reichsrat verantwortlich, dieser hatte aber nicht das Recht, sie abzuberufen. Der Kaiser war auch nicht gezwungen, bei der Ernennung des Ministerpräsidenten auf die Mehrheitsverhältnisse im Reichsrat Rücksicht zu nehmen. Seit den 1880er Jahren war die Parteienlandschaft im Abgeordnetenhaus durch weltanschauliche und nationale Differenzierung so stark zersplittert, dass keine k.k. Regierung sich mehr auf eine stabile Mehrheit im Parlament verlassen konnte. Es gab keine offizielle Sprache in den Parlamentssitzungen und keine Dolmetscher, so dass die Funktionsfähigkeit des Parlaments alleine durch sprachliche Probleme absichtlich und unabsichtlich gestört wurde. Die nationalen Gegensätze prallten, durch die Reichsrats-Geschäftsordnung nicht behindert, oft so stark aufeinander, dass das Parlament vom Kaiser auf Vorschlag der Regierung monatelang vertagt wurde. Der Reichsrat war auch vertagt, als 1914 die Kriegserklärung zu diskutieren gewesen wäre.
Zur parlamentarischen Beratung der gemeinsamen Angelegenheiten wählte der Reichsrat ebenso wie der ungarische Reichstag aus seiner Mitte eine Delegation von 60 Mitgliedern, 40 aus dem Abgeordnetenhaus und 20 aus dem Herrenhaus. Die Delegationen tagten meist jährlich abwechselnd in Wien und Budapest, parallel, aber nicht gemeinsam. Etwa alle zehn Jahre war der Finanzierungsschlüssel der gemeinsamen Angelegenheiten zu überprüfen. Dazu wurde vom Reichsrat eine kleine Deputation gewählt, die mit einer ungarischen Deputation zu verhandeln hatte.

## Gerichtsbarkeit
Cisleithanien besaß als Gerichtshof des öffentlichen Rechts das Reichsgericht, weiters von 1876 an den Verwaltungsgerichtshof, in Straf- und Zivilrecht eine ähnliche Gerichtsorganisation wie das heutige Österreich. Militärpersonen unterlagen der Militärgerichtsbarkeit. Ein gemeinsamer Gerichtshof für beide Reichshälften bestand nicht.

## Die Kronländer Cisleithaniens
| - Österreichische Erblande: - Erzherzogtum Österreich unter der Enns - Erzherzogtum Österreich ob der Enns - Herzogtum Kärnten - Herzogtum Krain - Herzogtum Salzburg - Herzogtum Steiermark - Gefürstete Grafschaft Tirol - Land Vorarlberg - Gefürstete Grafschaft Görz und Gradisca - Reichsunmittelbare Stadt Triest und ihr Gebiet - Markgrafschaft Istrien - Länder der Böhmischen Krone: - Königreich Böhmen - Markgrafschaft Mähren - Herzogtum Schlesien (Österreichisch-Schlesien) - Königreich Galizien und Lodomerien mit dem Großherzogtum Krakau und den Herzogtümern Auschwitz und Zator - Herzogtum Bukowina - Königreich Dalmatien |

Die k.k. Landeschefs, Vertreter des Kaisers und der k.k. Regierung in Wien und zumeist mit dem Titel Statthalter bezeichnet, amtierten zumeist in der jeweiligen Hauptstadt des Kronlandes. Eine Ausnahme war das Land Vorarlberg, das der Statthalterei in Innsbruck, Tirol, zugeteilt war; weitere waren das Kronland Görz und Gradisca und das Kronland Istrien, für die der Statthalter in Triest zuständig war. In beiden Fällen hatte es zuvor größere Gebietseinheiten gegeben, die 1861 in die nunmehrigen Kronländer geteilt worden waren. In beiden Fällen gaben nun die Statthalter gemeinsame Landesgesetzblätter heraus, in denen (zumeist getrennte) Rechtstexte für alle ihnen zugeordneten Kronländer publiziert wurden.
Jedes Kronland besaß seit dem Februarpatent 1861 seinen eigenen Landtag als Beschlussorgan für die nicht auf der Ebene des Gesamtstaates geregelten Materien. Der Exekutivausschuss des Landtages wurde Landesausschuss genannt; er hatte z. B. das Landesvermögen zu verwalten. Der Vorsitzende von Landtag und Landesausschuss trug zumeist den Titel Landeshauptmann und wurde vom Kaiser aus der Mitte der Landtagsabgeordneten ernannt.
Jedes Kronland war, ausgenommen die Statutarstädte, flächendeckend in von Bezirkshauptmannschaften verwaltete Bezirke unterteilt, jeder geleitet von einem von der k.k. Regierung bestellten Bezirkshauptmann, der die Anwendung der Gesetze auf Bezirksebene zu sichern hatte. Jeder Bezirk gliederte sich in autonome Ortsgemeinden mit gewählten Bürgermeistern. Die Gerichtsbarkeit war, ähnlich wie im heutigen Österreich, staatlich organisiert; die Kronländer hatten darauf keinen Einfluss, auch wenn Gerichte den Namen Landesgericht trugen.
Eine zusammenfassende Tabelle der Flächen und Einwohnerzahlen der Kronländer 1910 befindet sich hier.

## Das Ende

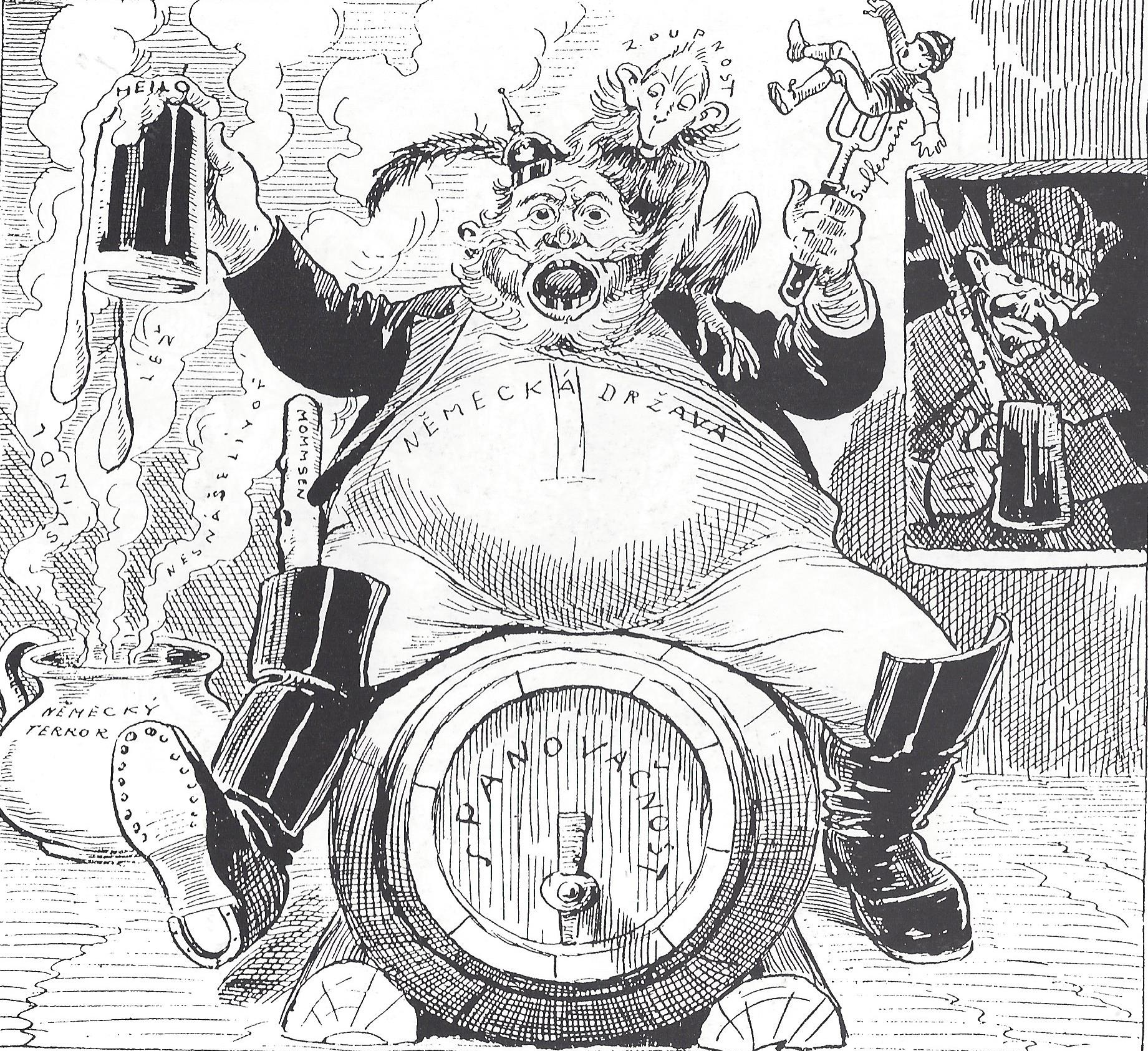
„Unantastbares deutsches Besitztum in Cisleithanien“ (Tschechische Karikatur, 1904)

Cisleithanien zerfiel im Oktober/November 1918, nachdem die Sieger des Ersten Weltkriegs bereits während des Krieges auf die Auflösung Österreich-Ungarns hingearbeitet und die Vertreter der Nationalitäten Cisleithaniens bei der Wiedereinberufung des Reichsrats im Frühjahr 1917 Trennungsabsichten kundgetan hatten. In den abgefallenen Teilen des sich auflösenden Staates übernahmen Politiker der jeweiligen Mehrheitsnation die Regierung von den k.k. Statthaltern und den Landesausschüssen der Kronländer.
Das vom Kaiser am 27. Oktober ernannte, in Medien als Liquidationsministerium bezeichnete Kabinett Lammasch, nur mehr für das Gebiet des heutigen Österreich ohne das Burgenland zuständig, übergab seine Agenden Anfang November 1918 an den deutsch-österreichischen Staatsrat und wurde von Karl I. am 11. November 1918 in Wien förmlich enthoben. An diesem Tag verzichtete der Kaiser selbst auf jeden Anteil an den Regierungsgeschäften.
Tags darauf fand im Abgeordnetenhaus am Vormittag die letzte Reichsratssitzung statt; am Nachmittag wurde das Herrenhaus von der Provisorischen Nationalversammlung für Deutschösterreich, die die Republik ausrief, abgeschafft.